# Francis McFadzean, Baron McFadzean of Kelvinside
Francis Scott McFadzean, Baron McFadzean of Kelvinside (* 26. November 1915 in Troon; † 23. Mai 1992 in Bisham, Berkshire) war ein schottischer Manager und Wirtschaftswissenschaftler.

## Beruflicher Werdegang
Francis McFadzean war der Sohn eines Anwaltsgehilfen. Mit 14 Jahren verließ er die Schule und fuhr vier Jahre lang zur See, dann kehrte er nach Glasgow zurück. Dort studierte er Wirtschaftswissenschaft an der University of Glasgow, die er mit einem erstklassigen Abschluss verließ, und anschließend an der London School of Economics and Political Science. 1938 wurde er für das Board of Trade und für das britische Finanz- und Wirtschaftsministerium tätig. Im Zweiten Weltkrieg diente er als Soldat in Afrika, Italien, Europa und schließlich in Malaysia, bis er als Colonel die Armee verließ. Bis 1945 arbeitete er für die malaysische Regierung und die Colonial Development Corporation.
Ab 1952 arbeitete McFadzean für Shell, ab 1964 war er Geschäftsführer der Royal Dutch Shell Group. Wegen seiner kompromisslosen Art erhielt er dort den Beinamen Fearless Frank, besonders nachdem er während der Ölkrise 1974 persönlich nach Nigeria geflogen war und mit Rebellen verhandelte, um die Heimkehr seiner Landsleute zu sichern.
Von 1976 bis 1979 war er Vorstandsvorsitzender von British Airways, wo er Personal reduzierte und sich mit den Gewerkschaften anlegte, aber auch die Zukunft der Fluglinie sicherte. Obwohl seine Gesundheit gelitten hatte, übernahm er 1980 auf Bitten der Regierung den Posten des Vorstandsvorsitzenden von Rolls-Royce. Dort baute er 20.000 Arbeitsplätze ab und führte das kränkelnde Unternehmen wieder in die Gewinnzone.
Von 1967 bis 1976 war McFadzean Gastprofessor in Wirtschaftswissenschaft an der University of Strathclyde in Glasgow und von 1971 bis 1982 Vorsitzender des Trade Policy Research Centre. Er war ein rigider Vertreter der Freien Marktwirtschaft und attackierte als solcher z. B. die Thesen des linksliberalen Ökonomen John Kenneth Galbraith. Als Margaret Thatcher 1979 britische Premierministerin wurde, bezeichnete er sie als „the most intelligent person I have ever met“ (deutsch „die intelligenteste Person, die ich jemals getroffen habe“).
1975 wurde Francis McFadzean zum Ritter geschlagen und im Januar 1980 zum Baron McFadzean of Kelvinside in the District of the City of Glasgow erhoben. 1989 wurde er zum Mitglied (Fellow) der Royal Society of Edinburgh gewählt.

## Privates
Francis McFadzean heiratete 1938 seine Frau Isabel, die gemeinsame Tochter wurde später die Frau von Richard Marsh, Baron Marsh. McFadzeans Frau starb 1987, und ein Jahr später heiratete er erneut.

## Publikationen
- Towards an open world economy. 1972
- Towards an understanding of our new hydrocarbon age. 1973
- The Economics of John Kenneth Galbraith: a Study in Fantasy. 1977
- Global strategy for growth : a report on north-south issues. 1981